# Wandji
Wandji (auch Bawandji) ist eine Bantusprache und wird von circa 10.500 Angehörigen der Bawandji in Gabun gesprochen (Zensus 2000). Sie ist in den Provinzen Ogooué-Lolo und Haut-Ogooué verbreitet. 

## Klassifikation
Wandji  ist eine Nordwest-Bantusprache und gehört zur Njebi-Gruppe, die als Guthrie-Zone B50 klassifiziert wird. Die Sprecher des Wandji verstehen Njebi, möglicherweise ist Wandji ein Dialekt dieser Sprache.